# José Mijares
Pour les articles homonymes, voir Mijares.
José Manuel Mijares, né le 29 octobre 1984 à Caracas au Venezuela, est un lanceur gaucher de baseball évoluant en Ligue majeure depuis 2008. Il est présentement agent libre.
Mijares, un lanceur de relève, est un des gagnants de la Série mondiale 2012 avec les Giants de San Francisco.

## Carrière

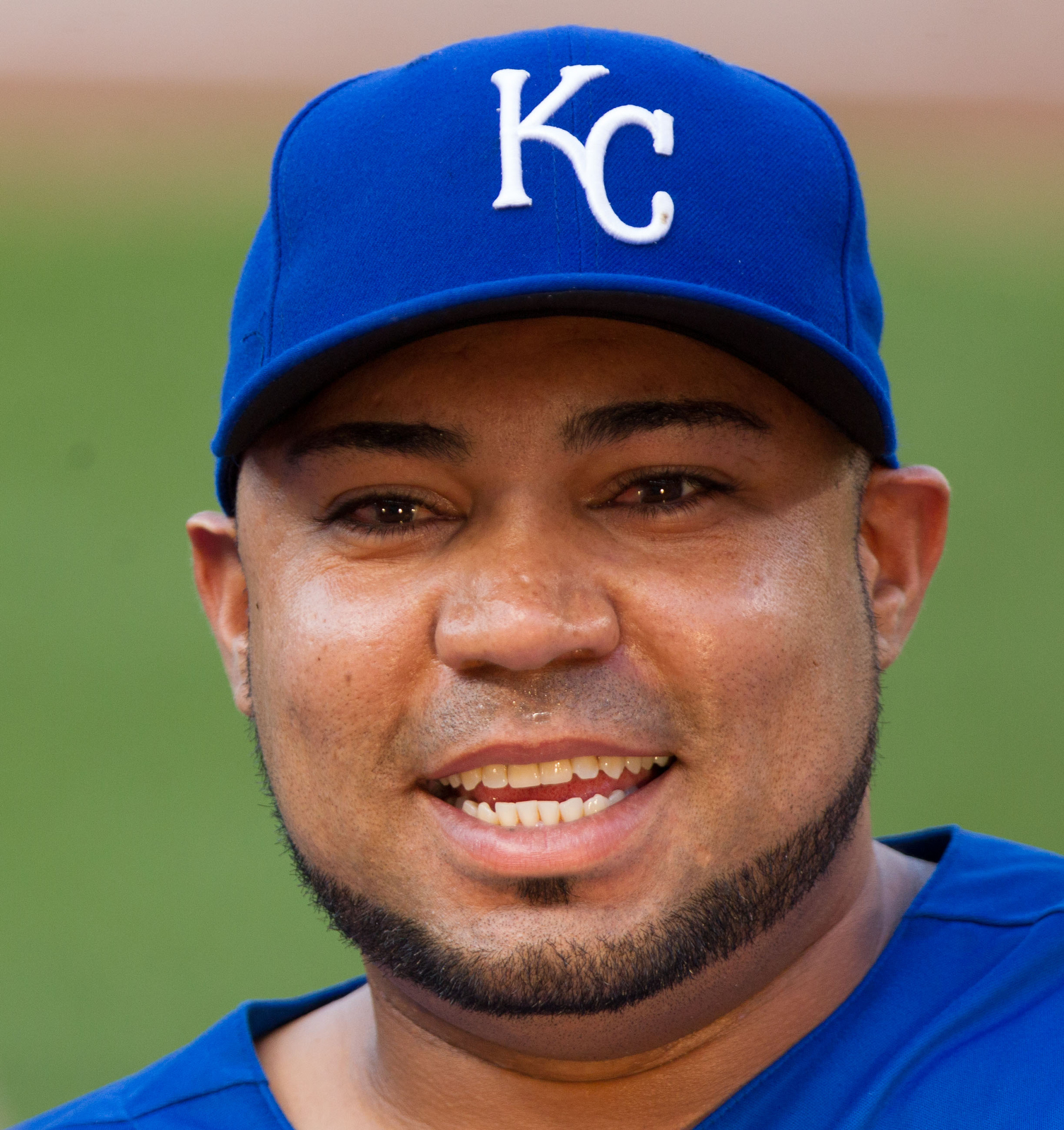
José Mijares en 2012 avec Kansas City.

### Twins du Minnesota
José Mijares est recruté comme agent libre amateur le 2 mars 2002 par les Twins du Minnesota. Il débute en Ligue mineures en 2004 sous les couleurs des Gulf Coast Twins. 
Mijares fait ses débuts en Ligue majeure le 13 septembre 2008.
Versé en Triple-A à l'issue de l'entrainement de printemps 2009, il est rappelé en Ligue majeure le 20 avril à la suite de la blessure de Jesse Crain. Il connaît une bonne saison et est beaucoup utilisé par les Twins, qui font appel à lui en relève à 71 reprises. Sa moyenne de points mérités est excellente : 2,34 en 61 manches et deux tiers lancées.
Limité à 47 sorties et 32 manches et deux tiers en 2010, il affiche une moyenne de points mérités de 3,31.

### Royals de Kansas City
Le 21 décembre 2011, il quitte les Twins après une saison 2011 plus difficile et signe un contrat d'un an avec les Royals de Kansas City.
Il fait 51 apparitions au monticule pour les Royals et maintient une moyenne de points mérités de 2,56 en 38 manches et deux tiers lancées. 

### Giants de San Francisco
Le 6 août 2012, il est cédé au ballottage et passe aux Giants de San Francisco. Mijares fait 27 apparitions au monticule en fin de saison 2012 pour les Giants. Il remporte un match et maintient une moyenne de points mérités de 2,55 en 17 manches et deux tiers lancées. Au total en 2012, il a une moyenne de 2,56 avec deux gains, deux revers en 56 manches et un tiers lancées lors de 78 parties. Il joue en séries éliminatoires et savoure la conquête de la Série mondiale 2012 avec San Francisco. Au cours de ces éliminatoires, il lance deux manches et deux tiers, dont un tiers de manche en grande finale face aux Tigers de Détroit.
En 2013, il lance 49 manches en 60 sorties en relève pour les Giants mais sa moyenne de points mérités grimpe à 4,22. Il encaisse 3 défaites sans aucune victoire et quitte à la fin de l'année via le marché des agents libres.
Il participe à l'entraînement de printemps 2014 des Red Sox de Boston mais quitte le club avant le début de la saison régulière lorsqu'il apparaît certain qu'il n'obtiendra pas de poste au sein de leur effectif de releveurs. Il est invité au camp d'entraînement 2015 des Reds de Cincinnati mais est libéré le 23 mars.

## Statistiques
| Saison | Équipe    | G   | GS | CG | SHO | V | D | SV | IP    | SO | ERA  |
| ------ | --------- | --- | -- | -- | --- | - | - | -- | ----- | -- | ---- |
| 2008   | Minnesota | 10  | 0  | 0  | 0   | 0 | 1 | 0  | 10.1  | 5  | 0,87 |
| 2009   | Minnesota | 71  | 0  | 0  | 0   | 2 | 2 | 0  | 61.2  | 55 | 2,34 |
| 2010   | Minnesota | 47  | 0  | 0  | 0   | 1 | 1 | 0  | 32.2  | 28 | 3,31 |
| Totaux | Totaux    | 128 | 0  | 0  | 0   | 3 | 4 | 0  | 104.2 | 88 | 2,49 |

| Saison | Équipe    | G | GS | CG | SHO | V | D | SV | IP  | SO | ERA   |
| ------ | --------- | - | -- | -- | --- | - | - | -- | --- | -- | ----- |
| 2009   | Minnesota | 2 | 0  | 0  | 0   | 0 | 1 | 0  | 0.2 | 0  | 13,50 |
| 2010   | Minnesota | 3 | 0  | 0  | 0   | 0 | 0 | 0  | 1.1 | 0  | 0,00  |
| Totaux | Totaux    | 5 | 0  | 0  | 0   | 0 | 1 | 0  | 2.0 | 0  | 4,50  |

Note : G = Matches joués ; GS = Matches comme lanceur partant ; CG = Matches complets ; SHO = Blanchissages ; 
V = Victoires ; D = Défaites ; SV = Sauvetages ; IP = Manches lancées ; SO = Retraits sur des prises ; ERA = Moyenne de points mérités.